# Аюшеева, Бадма-Ханда
Бадма́-Ханда́ Аюше́ева (бур.  Аюшиин Бадма-Ханда; род. 28 мая 1979, Шэнэхэн, Хэйлунцзян) — российская бурятская певица, Заслуженная артистка Республики Бурятия (2006), Народная артистка Республики Бурятия (2018), солистка Бурятского государственного национального театра песни и танца «Байкал» (1998—2010).

## Биография
Родилась 28 мая 1979 года в бурятской семье в Автономном районе Внутренняя Монголия КНР. Её прадед вынужден был эмигрировать из Агинских степей в Китай во время Гражданской войны в России.
В 1993 году семья переехала в Россию, поселившись в городе Улан-Удэ, Бурятия. Здесь Бадма-Ханду, в совершенстве владевшую бурятским языком, сразу приняли на учёбу в Республиканский бурятский национальный лицей-интернат № 1. После колледжа окончила Восточно-Сибирский государственный институт культуры
С 1998 года Аюшеева солирует в Государственном театре песни и танца «Байкал». В её песенном репертуаре особое место занимают старинные бурятские напевы, утраченные бурятами в годы советской власти, но сохранившиеся в первозданном виде среди бурятских эмигрантов в местности Шэнэхэн в Эвенкийском хошуне Хулун-Буирского городского округа Внутренней Монголии Китая.
Она обладает уникальным голосом и очаровывающей манерой пения, которое завоевывает сердца слушателей. Музыкальный критик отмечал: «Тембр ее голоса звонок и чист, когда слушаешь, как поет Бадма-Ханда, порой кажется, что слышишь, как бежит чистый горный ручей».
В народе полюбились такие её песни, как «Цагаатай голни», «Наян Наваа», «Яахаш хүм биб» и «Эжыдээ».
В 2006 году ей присвоено звание Заслуженной артистки Бурятии.
Бадма-Ханда Аюшеева стала первой и пока единственной бурятской певицей, которую пригласили выступить на одной из самых престижных концертных площадок мира — Карнеги-холл в Нью-Йорке.
С 2010 года постоянно проживает в Москве.
За вклад в дело развития и сохранения бурятской национальной культуры Главой Республики Бурятии Алексеем Цыденовым Указом от 20 марта 2018 года Аюшеевой присвоено почётное звание Народной артистки Республики Бурятия.

## Награды и звания
- Заслуженная артистка Республики Бурятия (2006)
- Народная артистка Республики Бурятия (2018)[4]

## Дискография
- Наян Наваа (2001)
- Амар мэндэ (Mongolian Music From Buryatia) (2004)